# Laver Cup 2019
La Laver Cup 2019 es la tercera edición de la Laver Cup, un torneo de tenis por equipos masculino. Se lleva a cabo en cancha dura bajo techo en el centro de convenciones Palexpo en Ginebra, Suiza del 20 al 22 de septiembre.
Congregó a 4 raquetas de cada equipo, Europa y Resto del Mundo y dos más a elección del capitán.

## Participantes
El 13 de diciembre de 2018, la organización de la Laver Cup confirmó que la dupla entre Rafael Nadal y Roger Federer volvería a jugar juntos dos años después de su participación conjunta en la primera edición.
| Rk.                 | Europa                                                                                     | Rk.                   | Resto del mundo                                                              |
| Capitán: Björn Borg | Capitán: Björn Borg                                                                        | Capitán: John McEnroe | Capitán: John McEnroe                                                        |
| 2 3 5 6 7 11        | Rafael Nadal Roger Federer Dominic Thiem Alexander Zverev Stefanos Tsitsipas Fabio Fognini | 20 24 27 30 33 210    | John Isner Milos Raonic Nick Kyrgios Taylor Fritz Denis Shapovalov Jack Sock |
| Rk.                 | Suplentes                                                                                  | Rk.                   | Suplentes                                                                    |
| 10                  | Roberto Bautista                                                                           | 53                    | Jordan Thompson                                                              |

## Partidos
Cada partido dará puntos. Un punto en el día 1, dos puntos en el día 2 y tres puntos en el día 3.
| Día | Fecha            | Tipo de partido | Europa                           | Resultado             | Resto del mundo            | Puntos por equipos | Resultado después del partido |
| 1   | 20 de septiembre | Individual      | Dominic Thiem                    | 6-4, 5-7, [13-11]     | Denis Shapovalov           | 1                  | 1-0                           |
| 1   | 20 de septiembre | Individual      | Fabio Fognini                    | 1-6, 6-7(3-7)         | Jack Sock                  | 1                  | 1-1                           |
| 1   | 20 de septiembre | Individual      | Stefanos Tsitsipas               | 6-2, 1-6, [10-7]      | Taylor Fritz               | 1                  | 2-1                           |
| 1   | 20 de septiembre | Dobles          | Roger Federer Alexander Zverev   | 6-3, 7-5              | Denis Shapovalov Jack Sock | 1                  | 3-1                           |
| 2   | 21 de septiembre | Individual      | Alexander Zverev                 | 7-6(7-2), 4-6, [1-10] | John Isner                 | 2                  | 3-3                           |
| 2   | 21 de septiembre | Individual      | Roger Federer                    | 6-7(5-7), 7-5, [10-7] | Nick Kyrgios               | 2                  | 5-3                           |
| 2   | 21 de septiembre | Individual      | Rafael Nadal                     | 6-3, 7-6(7-1)         | Milos Raonic               | 2                  | 7-3                           |
| 2   | 21 de septiembre | Dobles          | Rafael Nadal Stefanos Tsitsipas  | 4-6, 6-3, [6-10]      | Nick Kyrgios Jack Sock     | 2                  | 7-5                           |
| 3   | 22 de septiembre | Dobles          | Roger Federer Stefanos Tsitsipas | 7-5, 4-6, [8-10]      | John Isner Jack Sock       | 3                  | 7-8                           |
| 3   | 22 de septiembre | Individual      | Dominic Thiem                    | 5-7, 7-6(7-3), [5-10] | Taylor Fritz               | 3                  | 7-11                          |
| 3   | 22 de septiembre | Individual      | Roger Federer                    | 6-4, 7-6(7-3)         | John Isner                 | 3                  | 10-11                         |
| 3   | 22 de septiembre | Individual      | Alexander Zverev                 | 6-4, 3-6, [10-4]      | Milos Raonic               | 3                  | 13-11                         |

| Bandera de Unión Europea |
| Campeones                |
| Europa                   |
| Tercer título            |